# Werner Haim
Werner Haim (* 21. Februar 1968 in Hall in Tirol) ist ein ehemaliger österreichischer Skispringer.

## Werdegang
Haim gab am 4. Januar 1984 in Innsbruck sein Debüt im Skisprung-Weltcup. Dabei erreichte er den 99. Platz. Bei der Junioren-Weltmeisterschaft 1985 im Schweizer Täsch gewann er die Goldmedaille von der K80-Schanze. Zum Saisonabschluss der Weltcup-Saison 1987/88 gelang ihm in Planica mit dem 5. Platz erstmals der Gewinn von Weltcup-Punkten und zudem erstmals eine Platzierung unter den besten zehn. Nachdem er in der Folgesaison schwach gestartet war, konnte er ab Januar 1989 regelmäßig in die Top 10 springen. Bei der Nordischen Skiweltmeisterschaft 1989 in Lahti konnte er daran jedoch nicht anknüpfen und wurde von der Normalschanze nur 38. und landete von der Großschanze nur auf dem 33. Platz. Im Teamspringen schaffte er es mit seinen Mannschaftskollegen auf den 6. Platz. Nach der Weltmeisterschaft konnte er seine Leistung jedoch wieder steigern. Am 17. Dezember 1989 stand er in Sapporo erstmals auf dem Podium und wurde Zweiter. Vier Wochen später, am 14. Januar 1990 konnte er in Liberec erstmals ein Springen gewinnen. Es war jedoch auch der einzige Weltcup-Sieg seiner Karriere. Die Saison beendete er auf dem 9. Platz in der Weltcup-Gesamtwertung. Diesen Erfolg wiederholte er nach anhaltenden guten Leistungen zur Saison 1992/93. In dieser Saison konnte er mehrfach Podestplätze belegen, so unter anderem beim Skifliegen am Kulm. Nach dieser Saison ließen seine Leistungen jedoch spürbar nach, weshalb er ab 1993 erneut im Skisprung-Continental-Cup antrat, in dem er zuvor parallel bereits mehrere gute Platzierungen erreichte. Er blieb auch dort nach 1994 weitgehend erfolglos, weshalb er nach der Saison 1994/95 seine aktive Skisprungkarriere beendete.
Heute ist Werner Haim Lehrer an der Neuen Mittelschule in Axams. Dort unterrichtet er Sport, Englisch und technisches Werken.

## Erfolge

### Weltcupsiege im Einzel
| Nr. | Datum           | Ort     | Typ         |
| --- | --------------- | ------- | ----------- |
| 1.  | 14. Januar 1990 | Liberec | Großschanze |

### Weltcup-Platzierungen
| Saison  | Platz | Punkte |
| ------- | ----- | ------ |
| 1987/88 | 50.   | 11     |
| 1988/89 | 23.   | 39     |
| 1989/90 | 09.   | 137    |
| 1990/91 | 13.   | 89     |
| 1991/92 | 22.   | 42     |
| 1992/93 | 09.   | 71     |
| 1993/94 | 40.   | 76     |
| 1994/95 | 46.   | 50     |